# 陆道培
陆道培（1931年10月30日—2025年4月2日），浙江宁波人，中国血液病和造血干细胞移植专家，中国工程院院士。1955年毕业于同济医学院（现华中科技大学同济医学院）。历任北京医科大学血液病研究所所长、北京医科大学人民医院内科主任、北京医科大学内科学专业主任等职。2005年被复旦大学聘为教授，并担任复旦大学第五人民医院血液病中心主任。

## 贡献
陆道培院士是中国造血干细胞移植的奠基人和持续推动者，包括HLA半相同移植，促进了造血干细胞移植事业在中国的迅速发展。并且首先证明硫化砷类药物对急性早幼粒细胞白血病有卓效；在国际上进行了首例异基因骨髓移植治愈无丙种球蛋白血症。已发表文章420余篇/部论著，包括主编《白血病治疗学》等4部专著，参与编写19部著作。2002年当选亚洲血液学会（AHA）副主席，并被国际血液学会（ISH）推举为第11届国际血液学会（ISH-APD）2007年大会主席。

## 奖项和荣誉
1996年，荣获中国工程院院士。他还曾荣获国家科学技术进步二等奖、中华医学会科技进步二等奖、北京市科技进步一等奖等多项重大奖励，还曾荣获陈嘉庚奖。并将荣获国际骨髓移植研究中心（CIBMTR）授予的2016年杰出的贡献与服务奖，是中国目前唯一的荣获此奖者。
- 何梁何利奖[4]
- 2016年国际血液和骨髓移植研究中心颁发的杰出服务贡献奖[5]
- 2017 台湾周大观全球热爱生命奖章[6]